# 二氟一氯一溴甲烷
二氟一氯一溴甲烷，也稱為海龍1211或氟利昂12B1，是化學式為CF2ClBr的有機化合物，是鹵代烷的一種。
二次世界大戰時首次使用二氟一氯一溴甲烷作為飛機及坦克車的滅火劑。約在1973年時開始用二氟一氯一溴甲烷作為像博物館、大型電腦室或電信交換機房等有貴重物品場所的氣體滅火裝置。二氟一氯一溴甲烷也用在船舶引擎室的滅火裝置中。二氟一氯一溴甲烷也是商用飛機中滅火劑的首選。
二氟一氯一溴甲烷滅火劑的優點包括其毒性較四氯化碳要小，而且二氟一氯一溴甲烷是共價化合物，加熱後不會產生可導電的離子，因此也可用作電氣設備的滅火劑。 
由於海龍1211是易揮發性的滅火劑，在使用時人員需佩戴呼吸器。

## 臭氧破壞問題
二氟一氯一溴甲烷會造成臭氧層破壞，其臭氧破壞潛勢是3。由於蒙特婁議定書對於臭氧破壞物質的管制，許多國家自1994年起已規定除必要用途外，禁止生產二氟一氯一溴甲烷及類似的氟氯碳化合物，不過有些場合允許使用回收再純化的二氟一氯一溴甲烷。
雖然海龍1211價格較高，在美國仍然廣為使用，其中美國軍方的使用量最大。不過歐洲及澳洲已限制海龍1211只能用在像航空、軍事及警用等關鍵應用中。UL認證的海龍1211滅火器原訂在2009年10月起就要停止製造。但後續的替代方案仍未定案。

## 參照
- 海龍 (化學品)
- 三氟溴甲烷
- 臭氧破壞潛勢